# Kreuzkirche (Frankfurt-Preungesheim)
Die evangelische Kreuzkirche ist eine mittelalterliche, barock umgebaute Kirche in Preungesheim, einem Stadtteil von Frankfurt am Main. Teile des Gebäudes stammen von Vorgängerbauten, die bis in das 9. Jahrhundert zurückreichen. Aufgrund früher gotischer Wandmalereien aus dem 13. Jahrhundert ist die Kirche kunstgeschichtlich besonders bedeutsam.

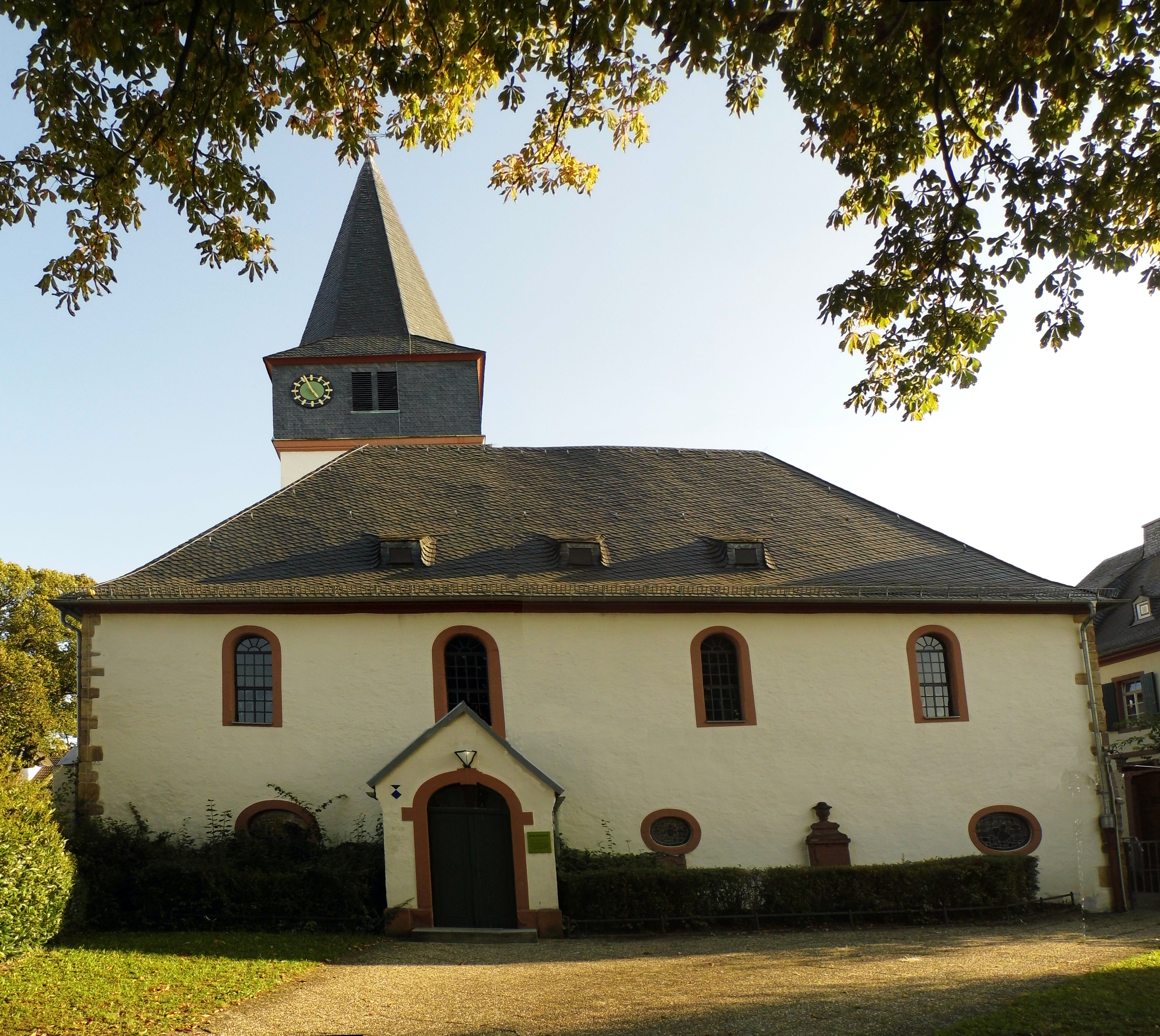
Kreuzkirche, Nordansicht

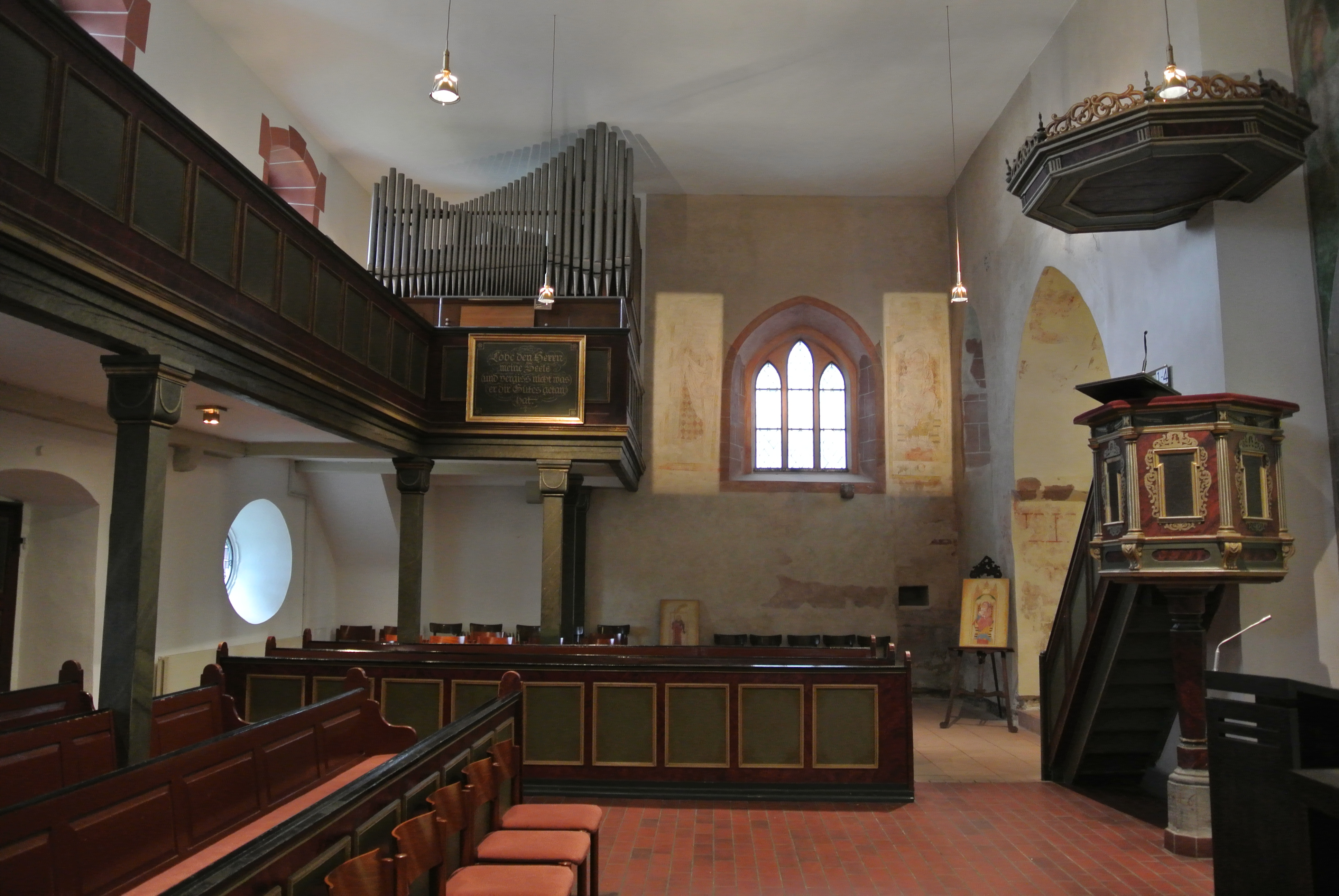
Innenraum, Blick nach Osten

## Geschichte

### Mittelalter

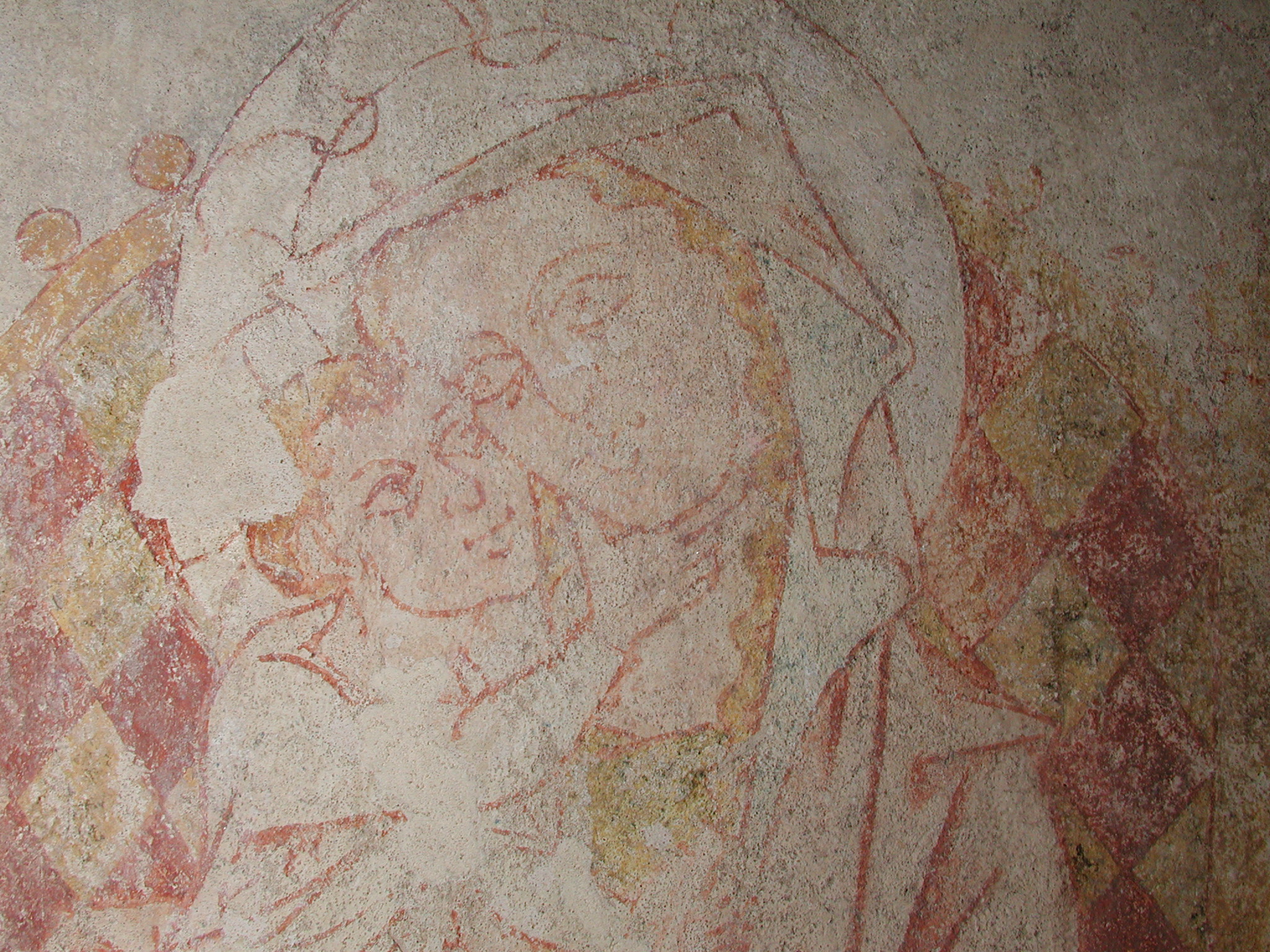
Preungesheim Kreuzkirche, Wandmalerei auf der Ostwand, Detail der Madonna mit Kind, Zwischenzustand, während der Restaurierung.

Aus dem Jahr 772 stammt auch die erste urkundliche Erwähnung Preungesheims im Lorscher Codex. Hier wird die Schenkung an das Kloster durch einen Huswert in „bruningesheim“ verzeichnet.
Eine Kirche wird 1275 bei der Übernahme des Kirchenpatronates durch den Deutschen Orden erstmals erwähnt.
Die Gemeinde gehörte im Mittelalter zum Amt Bornheimerberg. Dieses wurde 1320 an die Herrschaft Hanau verpfändet. Insofern teilte Preungesheim nun auch kirchengeschichtlich das Schicksal der Herrschaft und späteren Grafschaft Hanau, ab 1458: Grafschaft Hanau-Münzenberg.

#### Patron
Das ursprüngliche Patron der Kirche ist nicht bekannt. In den 1920er Jahren führte der Preungesheimer Pfarrer Schäfer als Patron den Heiligen Gallus ein. Diese Widmung setzte sich jedoch nicht durch und wurde 1951 zu Gunsten der Bezeichnung Kreuzkirche ersetzt.

### Neuzeit
Die Reformation setzte sich in der Grafschaft Hanau-Münzenberg in der Mitte des 16. Jahrhunderts zunächst in ihrer lutherischen Ausprägung durch. 1548 wurde erstmals ein evangelischer Pfarrer in Preungesheim genannt. In einer „zweiten Reformation“, wurde die Konfession der Grafschaft Hanau-Münzenberg erneut gewechselt: Graf Philipp Ludwig II. verfolgte ab 1597 eine entschieden reformierte Kirchenpolitik. Er machte von seinem Jus reformandi, seinem Recht als Landesherr Gebrauch, die Konfession seiner Untertanen zu bestimmen, und setzte dies für die Grafschaft weitgehend als verbindlich durch.

## Baugeschichte

### Mittelalter

Innenansicht, vor 1901

Die Baugeschichte der Kreuzkirche reicht, archäologisch nachgewiesen, bis ins 8. Jahrhundert zurück. Im 9. / 10. Jahrhundert folgte ein erster Steinbau. Im 11. Jahrhundert wurde eine Apsis, einige Zeit später der Turm zugefügt. Detailliert bekannt sind vor allem die Bauphasen des Ostabschlusses des Hauptschiffes. Weitere mittelalterliche, zum Teil sichtbar belassene, Baubefunde zeigen, dass auch die Westwand der Kirche aus dem Mittelalter stammt. Hier findet sich eine kleine gotische Pforte und zwei Einsteinfenster. Im späten Mittelalter wurde ein kleines wohl romanisches Seitenschiff, dass durch einen Rundbogen mit der Kapelle im Kirchturm verbunden war (sichtbar im Turm und an der Außenseite des Kirchturms), durch ein Steinschiff ersetzt, dass mit dem Hauptschiff durch zwei heute noch vorhandene große Arkaden über einem Rundpfeiler verbunden war. Die Kapelle (Seitenchor) im Kirchturm erhielt ein Kreuzrippengewölbe, dessen Konsolreste noch heute betrachtet werden können. In der zweiten Hälfte des 13. Jahrhunderts wurden gotische Lanzettfenster im Chorraum und Turm eingefügt.

### Neuzeit

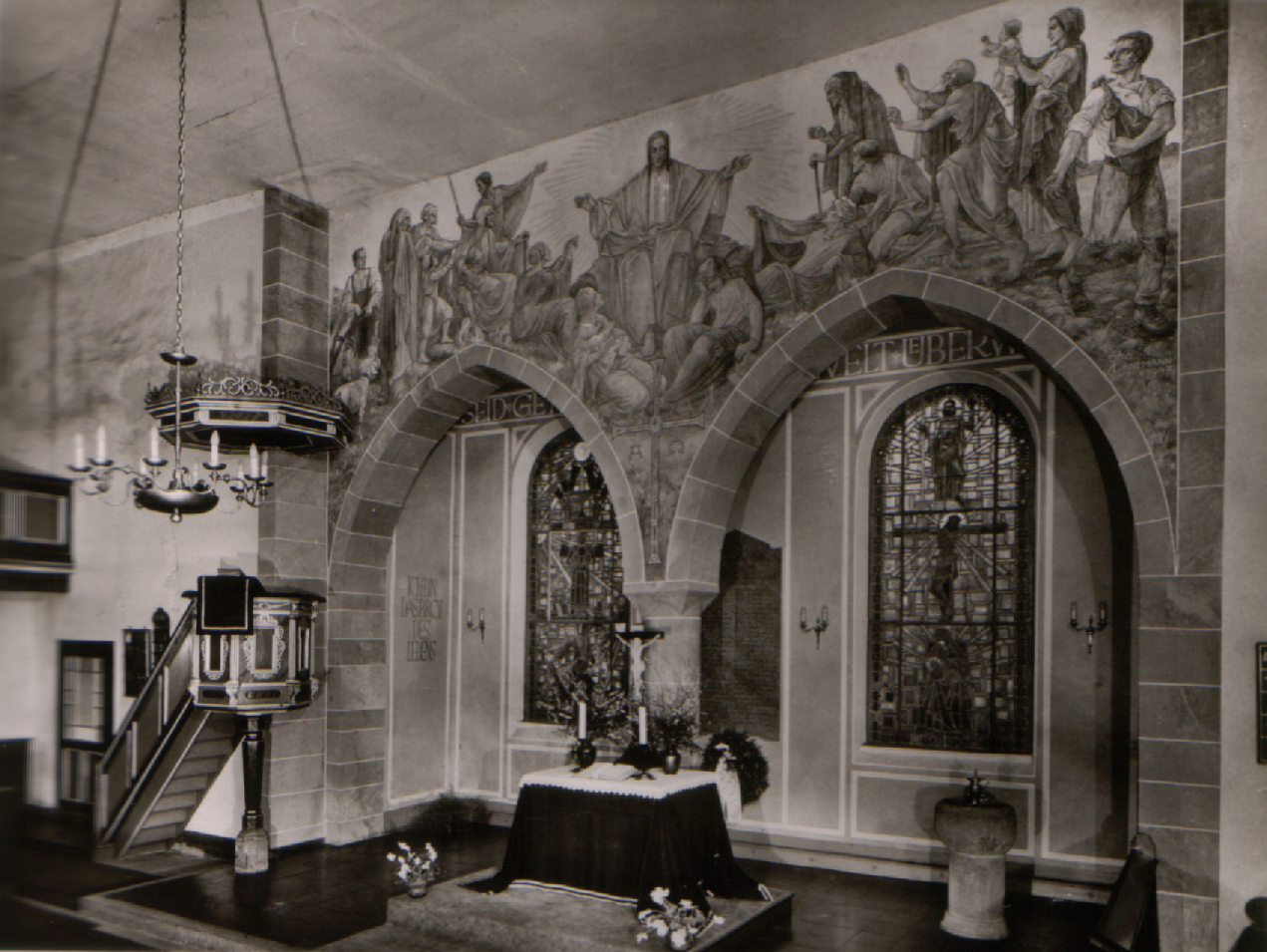
Innenansicht, 1947

Ab 1716 wurde das Gebäude grundlegend zu einer barocken Saalkirche umgebaut. Man erweiterte die Kirche nach Norden, in dem man die Nordwand abbrach und das Kirchenschiff um ein Drittel nach Norden verbreiterte, dabei verwendete man die Steine aus dem Abbruch, was insbesondere bei der Eckquaderung mit ihrer mittelalterlichen Oberflächenbearbeitung auffällt. Die Kapelle bzw. ein kurzes Seitenschiff auf der Südseite, vom Kirchenschiff durch zwei Arkaden getrennt, wurde abgebrochen und die Arkaden vermauert.

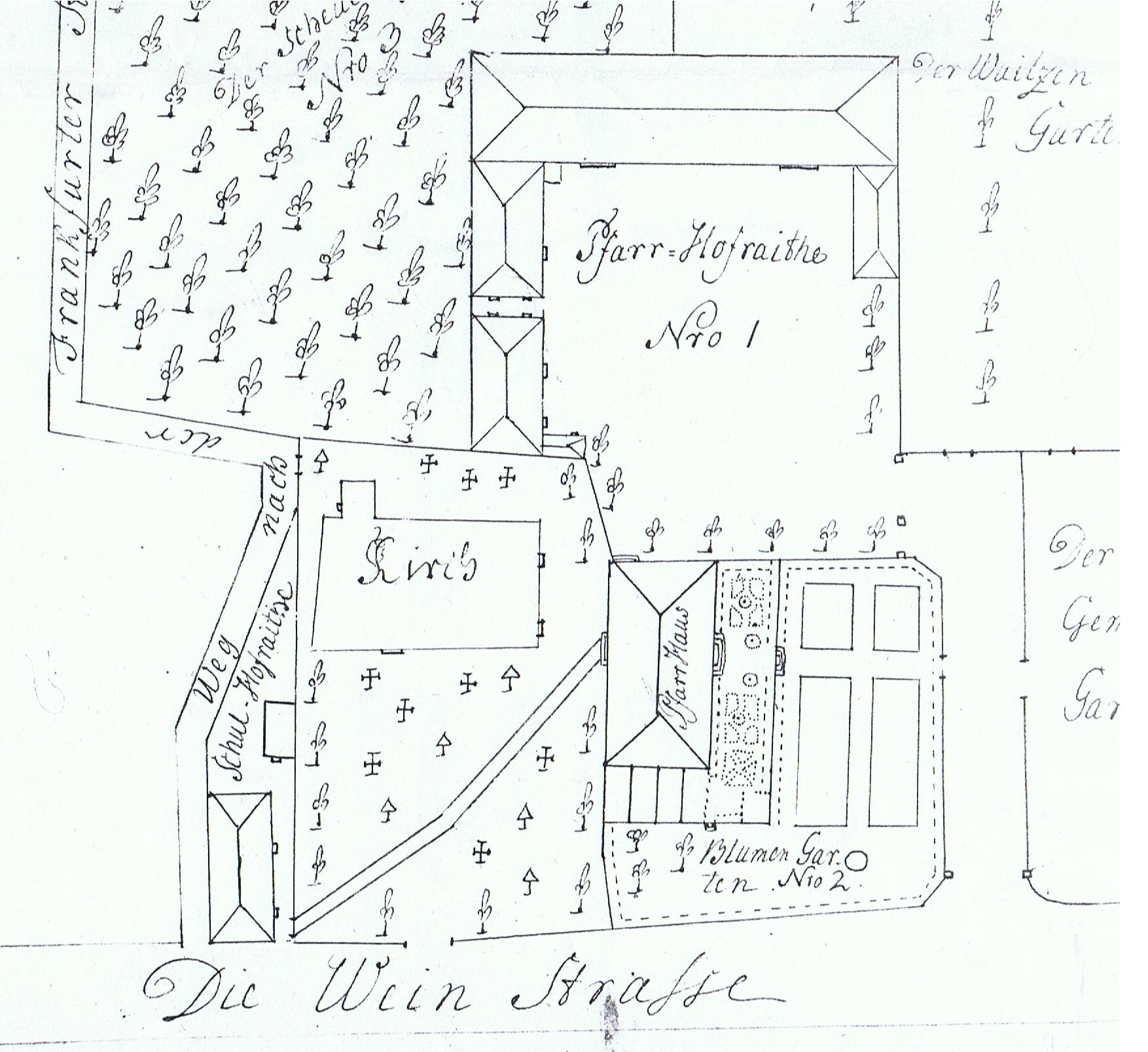
Barocker Pfarrhof, Lageplan aus dem 18. Jahrhundert

Bei Renovierungsarbeiten 1908/09 kam auf der Südwand eine gotische Rundstütze mit zwei Bögen zum Vorschein. Man entschloss sich Stütze und Bögen frei zu legen und die nun offene Wand durch einen seitenschiffartigen Anbau zu schließen. Dabei wurden auch die beiden großen rundbogigen Fenster in der Südwand angelegt. Schon bei dieser Maßnahme fanden sich Reste von Wandmalerei. 1935 wurden bei Renovierungsarbeiten zwei frühgotische Wandgemälde auf der Ostwand des Kirchenschiffes entdeckt, sie wurden durch einen Kirchenmaler zum Teil freigelegt, jedoch mangels Interesse der zuständigen Denkmalpfleger wieder mit der Orgel zugestellt. Gleichzeitig wurde man auf die gotischen Malereien im Untergeschoss des Kirchturmes aufmerksam, sie sollten zukünftig vor weiterer Zerstörung geschützt werden, was jedoch nicht eintrat.

#### Die Gebäude des Pfarrhofs

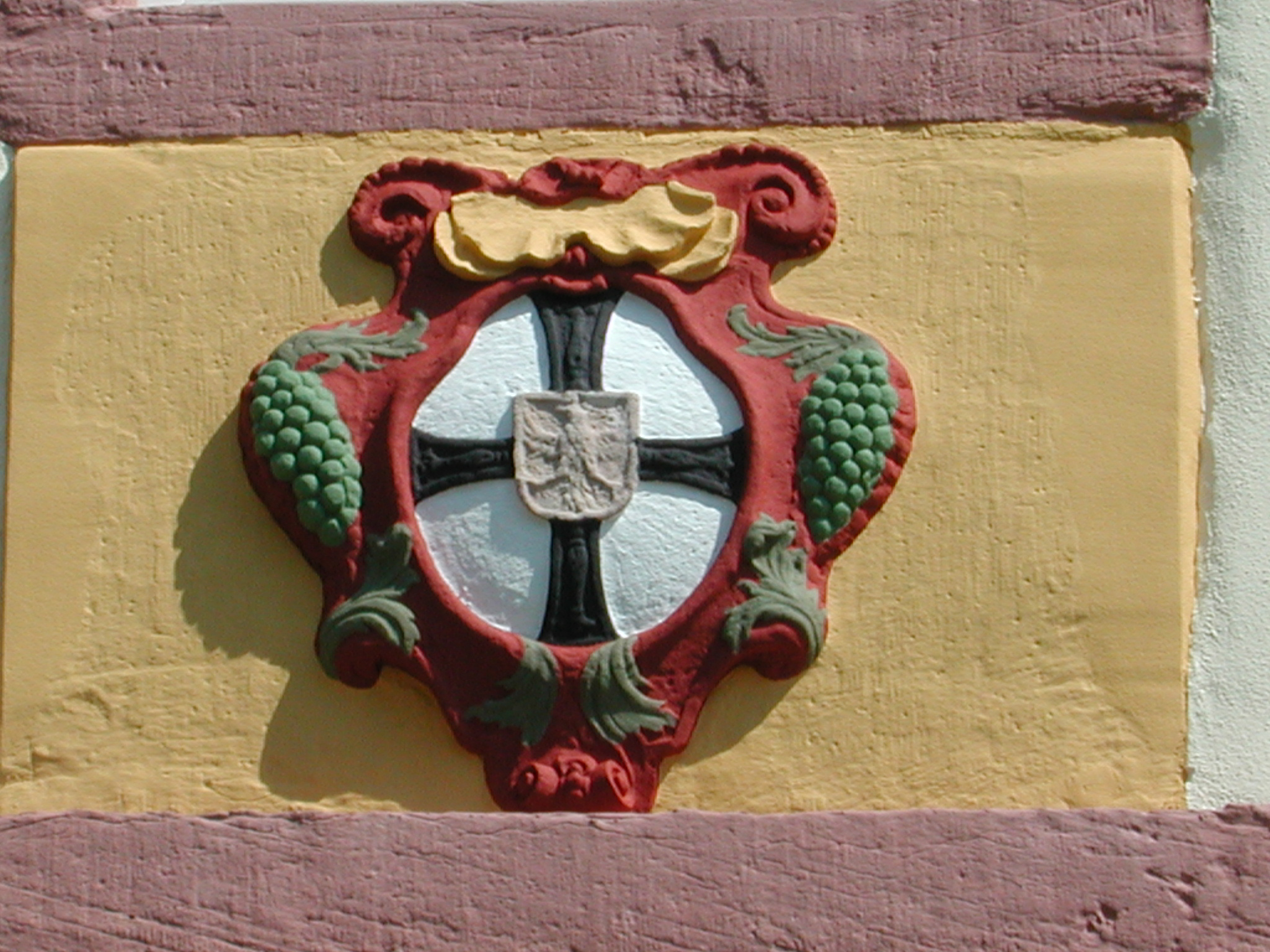
Wappen des Deutschen Ordens oberhalb des Portals auf der Westseite des barocken Pfarrhauses

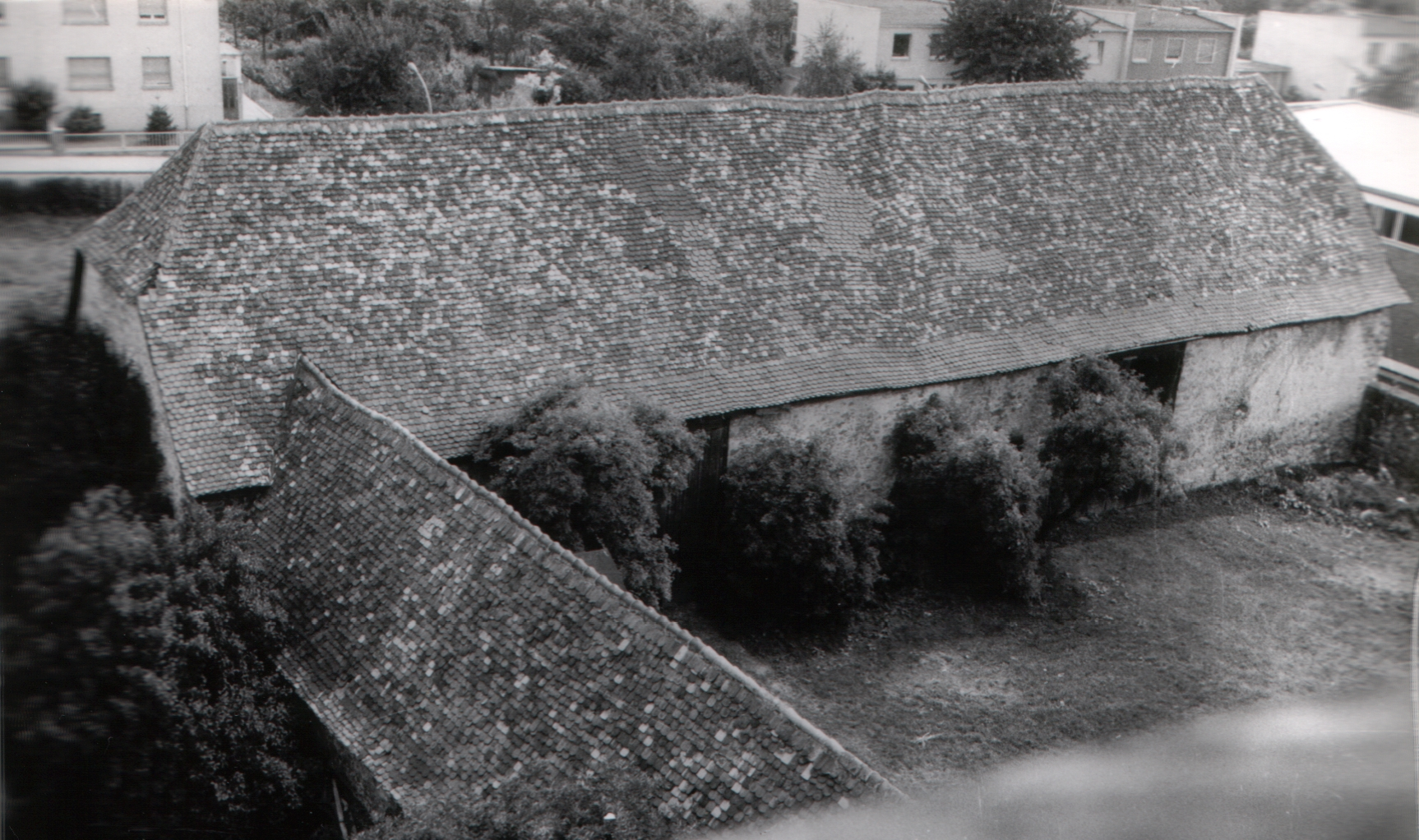
Doppelscheune des Pfarrhofes, um 1969

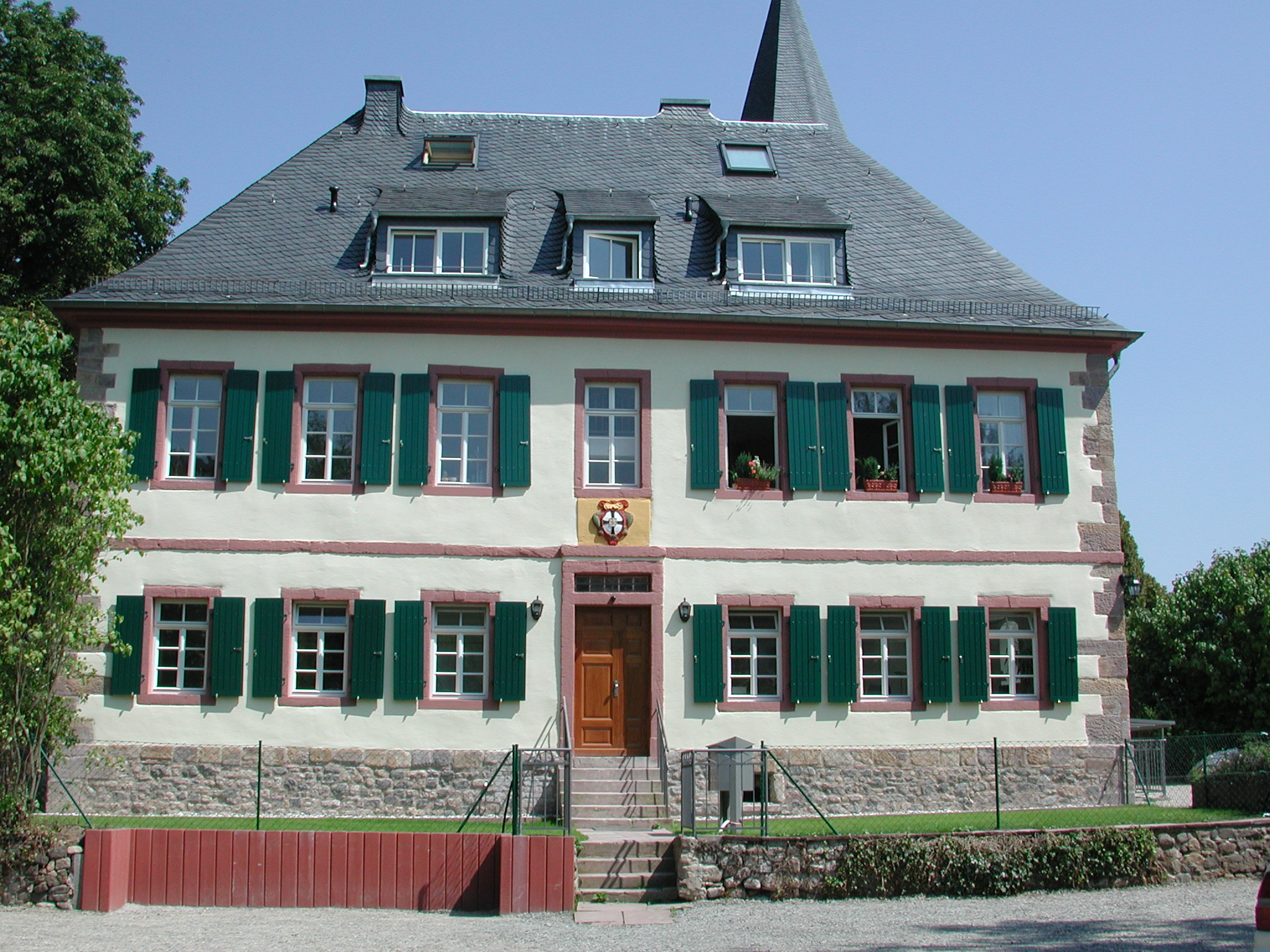
Barockes Pfarrhaus, Westseite

1741 bis 1742 entstand westlich neben der Kirche ein neues zweigeschossiges Pfarrhaus. Über dem westlichen Portal zur Gartenseite wurde das Wappen des Deutschen Ordens eingefügt. Südlich davon erstreckten sich die Wirtschaftsgebäude mit Ställen und einer Doppelscheune, die sowohl vom Pfarrgut, wie vom Deutschen Orden genutzt wurde. Die Wirtschaftsgebäude wurden in den 1970er Jahren abgebrochen.

## Archäologische Untersuchungen, Bauforschung und Restaurierung
Die Preungesheimer Kirche wurde 1998–2002 archäologisch untersucht (Archäologische Denkmalpflege im Denkmalamt der Stadt Frankfurt am Main).
Die heutige barocke Kirche weist mindestens fünf Vorgängergebäude aus dem Mittelalter auf. Die späteren mittelalterlichen Mauerreste sind zum Teil im heute noch aufgehenden Mauerwerk enthalten, die früheren Bauphasen des Gebäudes konnten durch die archäologischen Ausgrabungen nachgewiesen werden. Die 1. Bauphase reicht bis ins 8. Jahrhundert zurück, es handelte sich noch um einen Holzbau. Der 2. Bau war dann bereits aus Stein errichtet und wird ins 9. – 10. Jahrhundert datiert. Es folgten drei weitere mittelalterliche Bauphasen, die letzte wohl bereits unter dem Patronat des Deutschen Ordens.
1999 wurden die gotischen Fenster auf der Ost- und Südwand freigelegt und auf Grundlage des Originalbefundes rekonstruiert. Um die mittelalterlichen Malereien besser betrachten zu können, wurde 2001 die Orgel verlegt und die Ost-Empore im Bereich der mittelalterlichen Malerei und Baubefunde entfernt. Weiter wurde der gotische Bogen zwischen Kirchenraum und Turm geöffnet, sodass der romanische Turmraum vom barocken Kirchsaal wahrgenommen und betreten werden kann. Ein Abschnitt der mittelalterlichen Fundamente im östlichen Innenraum der Kirche können nun durch einen Glasboden betrachtet werden. Auch außerhalb des Gebäudes fand auf der Südseite eine Ausgrabung statt, die Grundmauern der gotischen Kirche freilegte.

## Ausstattung

### Mittelalterliche Ausstattung
Das älteste Ausstattungsstück der Kreuzkirche soll ein romanisches Taufbecken sein. Die schlichte Steinschale ohne Ornamente oder Symbole wurde in den 1920er Jahren im Pfarrhof aufgefunden und als ehemaliges Taufbecken gedeutet, mit einem Sockel versehen und in der Kirche aufgestellt.
Die mittelalterliche Raumfassung hat sich großflächig sehr gut erhalten (nur in Teilflächen freigelegt). Die älteste Fassung zeigt neben einem weißen Wandfarbton rote Quader als Einfassung von Fenstern und auf der Ostwand Fragmente eines gemalten roten Teppichs. Eine weitere Fassung zeigt auf den Wänden aufgemalte ockerfarbene Quader, die durch rote Fugenstriche gebildet werden.

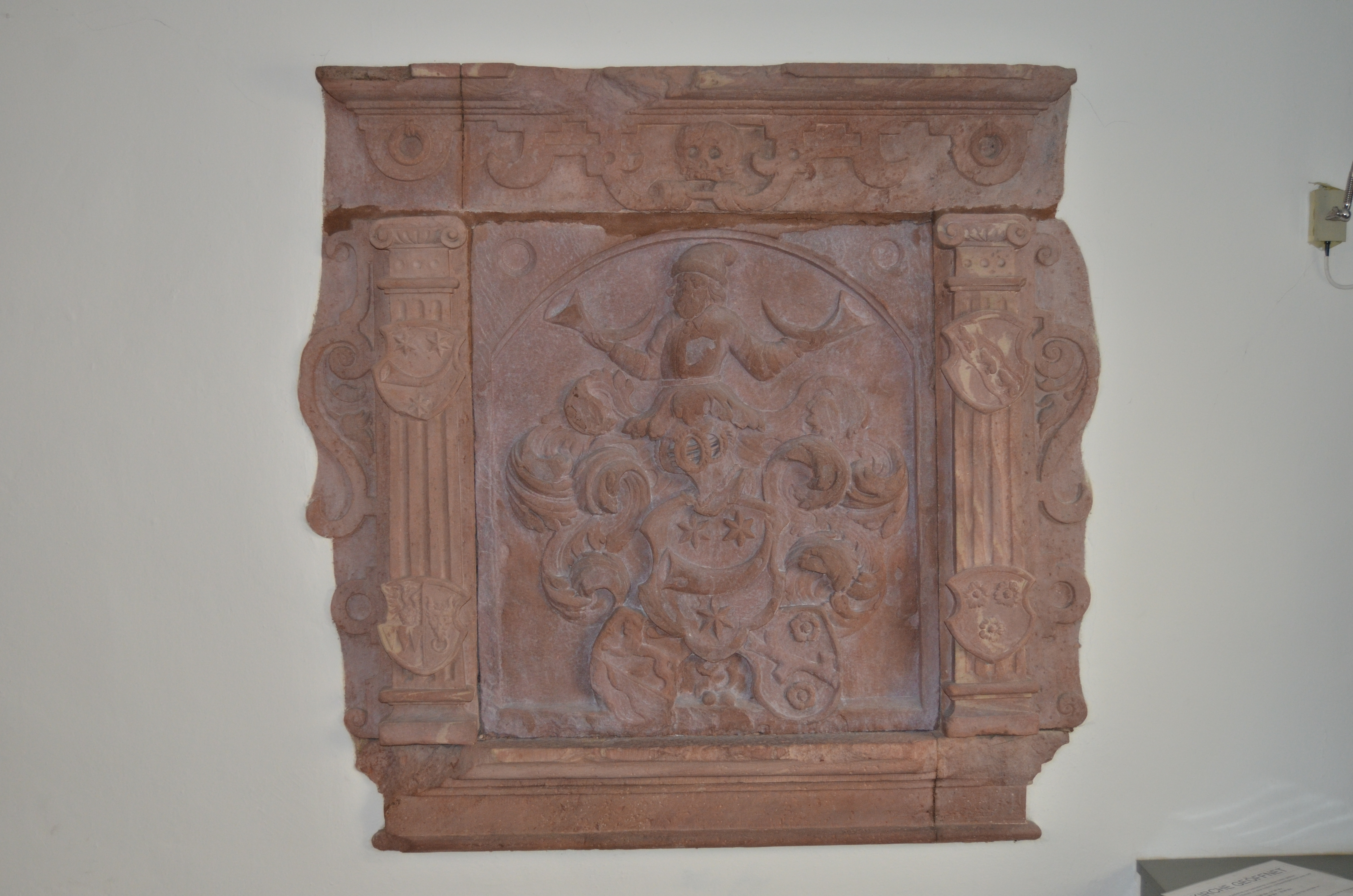
Kühhornepitaph

Die an der Ostwand freigelegten Malereien stammen vermutlich aus der Zeit nach 1275, als der Deutsche Orden das Patronat der Kirche übernommen hat. Die Bilder stellen die Jungfrau Maria und einen Ritterheiligen, wahrscheinlich den Heiligen Georg, dar, die beiden wichtigsten Patrone des Deutschen Ordens. Das kleine Fenster auf der Südwand des alten Chorraums weist außerdem noch Reste von Heiligendarstellungen in den Laibungen auf.
Im Erdgeschossraum des Kirchturms sind weitere mittelalterliche Malereireste erhalten, neben kleinen Fragmenten von Heiligendarstellungen in den Fensterlaibungen ist eine fragmentarische (noch nicht restaurierte) Darstellung auf der Ostwand der Kapelle bemerkenswert. Es handelt sich wohl um eine sitzende Figur gerahmt durch eine Architekturmalerei. Wahrscheinlich handelt es sich um eine weitere Madonnendarstellung. Links von dieser Darstellung scheint eine kniende Figur angeordnet zu sein. Vielleicht handelt es sich um eine Stifterfigur.

#### Epitaphien
Die Kreuzkirche weist ein Epitaph aus dem 16. Jahrhundert auf der Südwand des Kirchenschiffes unterhalb der Westempore auf das aufgrund der dargestellten Wappen der Familie Kühhorn zu geordnet wird. Die Familie besaß in der Gemeinde einen Hof.

### Barocke Ausstattung
Im Zuge des barocken Umbaus wurde 1716 die heute noch vorhandene Kanzel eingebaut (Fassung von 1939). Eine Abendmahlskanne stammt von 1744.

### 19. Jahrhundert
1818 wurde ein neuer Altar geweiht (in den 1970er Jahren entfernt). Die an drei Seiten des Kirchenschiffes verlaufenden Emporen wurden im letzten Drittel des 19. Jahrhunderts eingebaut (wahrscheinlich gab es aber schon vorher eine Orgelempore auf der Ostseite). Die Emporen ruhten auf gusseisernen Stützen. Im Zuge der gleichen Renovierung wurden auch die Bänke hergestellt. Das gesamte Holzwerk, einschließlich der barocken Kanzel, erhielt eine dunkelbraune Fassung.

### Umgestaltung des Kirchenraums in den 1930er/1940er Jahren
Mit der Verlegung des Altars von der Ostseite auf die Südseite vor die freigelegte mittelalterliche Rundstütze 1939 wurde das Gestühl im Halbkreis um den Altar angeordnet. Die gusseisernen Emporenstützen wurden mit Holz verkleidet und Kapitelle angedeutet. Das gesamte Holzwerk (Emporenbrüstungen, Bänke, Altar und Kanzel) erhielten eine braun-grün-marmorierte Fassung, die heute noch sichtbar ist. Die Wände erhielten ebenfalls eine Marmorierung, die im Zuge einer Nachkriegsrenovierung verloren ging. Im gleichen Jahr schuf Lina von Schauroth zwei Buntglasfenster für die Südwand des Seitenschiffes und vier ovale Fenster unterhalb der Emporen des Hauptschiffes. Ein Fenster zeigte eine Taube als Symbol für den Hl. Geist, eines das Wappen der Münzenberger und die Inschrift: „PREUNGESHEIM. AUS DER GRAFSCHAFT HANAU-MÜNZENBERG.“, ein weiteres Fenster trug in der Mitte das Kreuz des Deutschen Ordens und die Inschrift: „DEUTSCHER ORDEN 1275–1809. SCHUTZHERR DIESER KIRCHE.“, schließlich zeigte ein weiteres Fenster in der Mitte ein Hakenkreuz und die Inschrift: „IM JAHRE 1939. DIESE KIRCHE WURDE RENOVIERT“: Die beiden Glasgemälde auf der Südwand weisen jeweils drei übereinanderliegende Darstellungen auf. Das linke Fenster zeigt unten einen Bauern beim Säen, darüber die Ernte, und ein von Weizenähren umgebener Kelch bildet den oberen Abschluss des Bildes. Im rechten Fenster wird unten die Geburt Christi, darüber die Kreuzigung und als Abschuss darüber die Auferstehung dargestellt. Alle Fenster wurden im Zuge des Zweiten Weltkrieges stark beschädigt, die beiden Fenster auf der Südseite wurde in der Linnemann Werkstatt wieder hergestellt, die ovalen Fenster unterhalb der Emporen nicht. Das Lutherfenster auf der Westwand des Kirchenschiffes wurde von Otto Linnemann in den 1930er Jahren entworfen und gefertigt, wegen des Zweiten Weltkrieges wurde das Fenster jedoch erst nach dem Krieg eingesetzt. 1946/47 entwarf und malte Otto Linnemann das monumentale Wandgemälde auf der Südwand oberhalb des Altars.

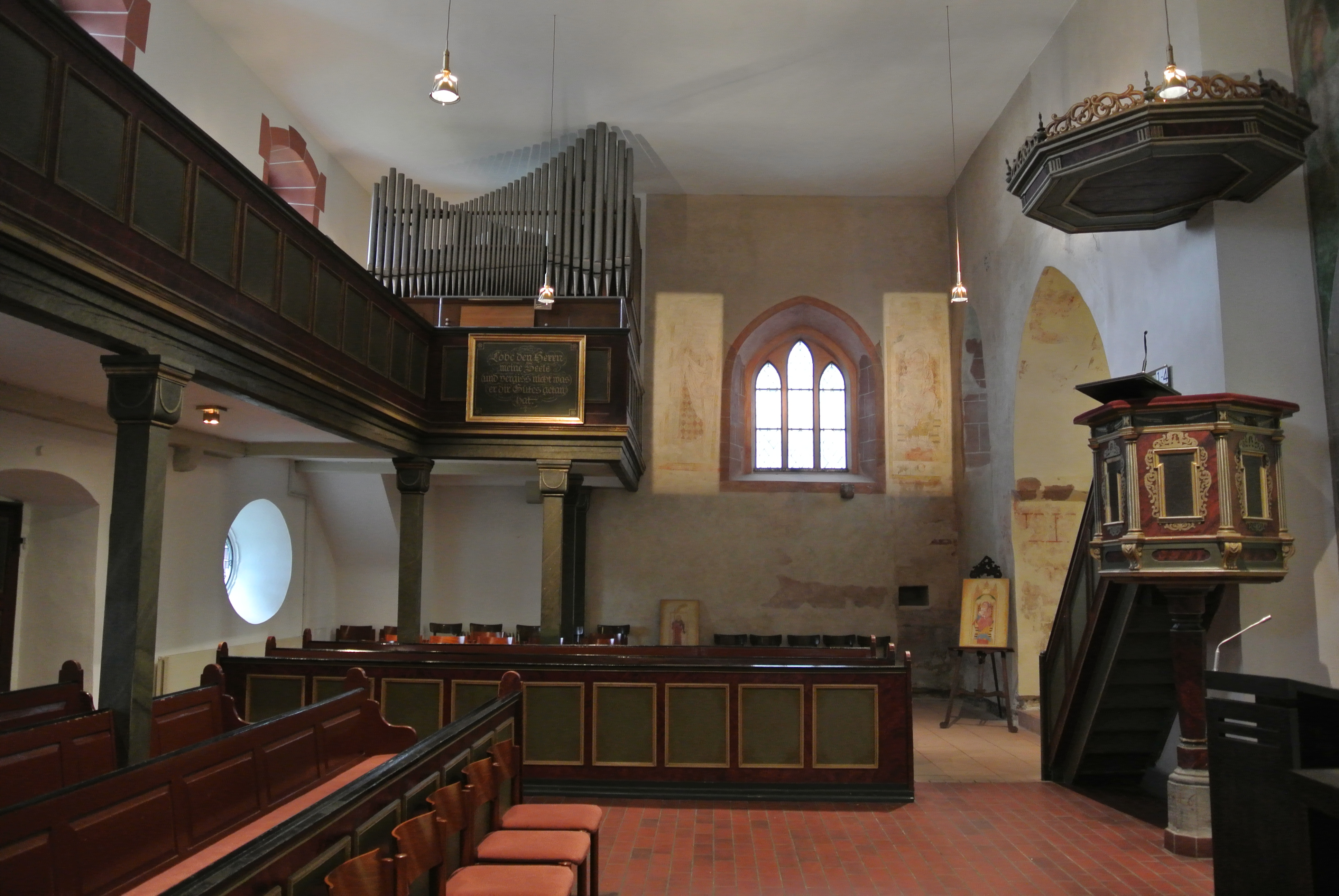
Inneres, Kanzel, Orgel

### Orgel
Der Orgelbauer Wilhelm Ratzmann aus Gelnhausen liefert 1903 eine neue Orgel, die bis in die 1950er Jahre gespielt wurde. Diese ersetzte eine Orgel seines Vaters August Ratzmann von 1857.
Die heutige Orgel mit 14 Registern auf zwei Manualen und Pedal stellte 1959 Eberhard Friedrich Walcker her. Sie orientiert sich an barocken Vorbildern.

### Glocken

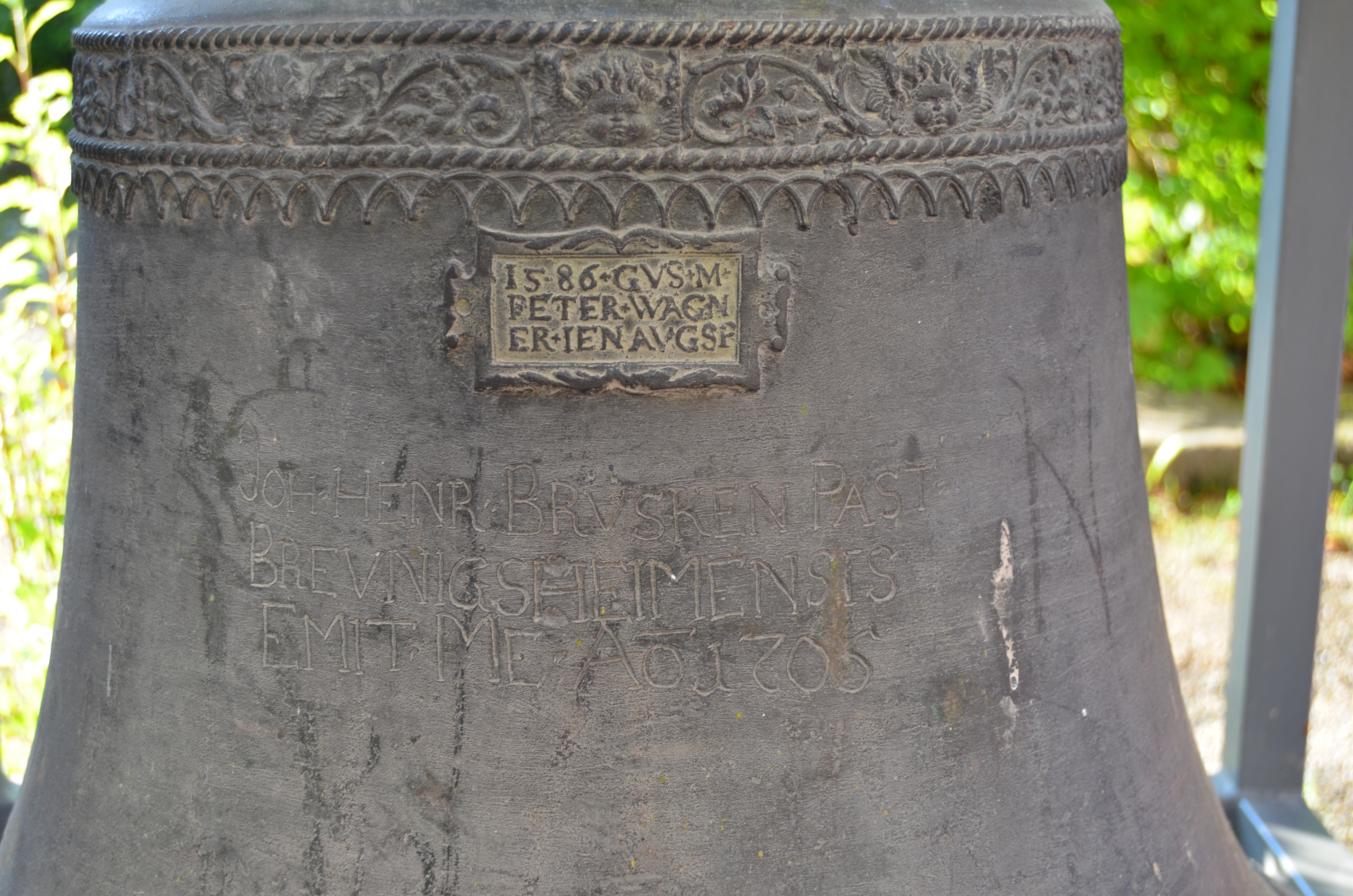
Glocke von 1586 (Detail)

Die Kreuzkirche verfügt mit einer Glocke des Augsburger Bronzegießers Peter Wagner von 1586 über die zweitälteste Glocke in einer evangelischen Kirche Frankfurts. Diese Glocke mit einem Gewicht von 501 kg wird seit 2015 im Stadtteilmuseum Preungesheims dem „Museum an der Kreuzkirche“ ausgestellt. Zwei weitere historische Glocken wurden im Zweiten Weltkrieg zu Rüstungszwecken eingezogen und zerstört. 1949 wurden drei Eisenhartgussglocken angeschafft, die das aktuelle Glockengeläut bilden.
| Glocke | Bezeichnung | Gewicht | Nominal |
| ------ | ----------- | ------- | ------- |
| 1      | Glaube      | 1300 kg | f¹      |
| 2      | Liebe       | 700 kg  | as¹     |
| 3      | Hoffnung    | 350 kg  | c²      |